# Merkulayevka
Merkulayevka (del ruso: Меркулаевка) es un pueblo (posiólok) del raión de Maikop en la república de Adiguesia de Rusia. Está a orillas del río Merkulaika, afluente del río Sajrai, de la cuenca hidrográfica del río Kubán, 39 km al sur de Tulski y 51 km al sur de Maikop, la capital de la república. Tenía 57 habitantes en 2010
Pertenece al municipio de Dájovskaya.